# Smicrocotis brunneus
Smicrocotis brunneus är en insektsart som beskrevs av Evans 1947. Smicrocotis brunneus ingår i släktet Smicrocotis och familjen dvärgstritar. Inga underarter finns listade i Catalogue of Life.